# NGC 2986
NGC 2986 في الفهرس العام الجديد، هي مجرة، تقع في كوكبة الشجاع. اكتشفت في 10 مارس 1785 بواسطة ويليام هيرشل.

## روابط خارجية
- NGC 2986 على موقع ويكي سكاي: DSS2, SDSS, GALEX, IRAS, Hydrogen α, X-Ray, Astrophoto, Sky Map, Articles and images